# 伊萬基 (利波韋茨區)
49°6′18″N 29°3′35″E / 49.10500°N 29.05972°E
伊萬基（烏克蘭語：Іваньки），是烏克蘭的村落，位於該國西南部文尼察州，由文尼察區負責管轄，始建於1600年，面積2.19平方公里，海拔高度217米，2001年人口507，人口密度每平方公里231.51人。